# 2001년 전국체육대회
제82회 전국체육대회는 2001년 10월 10일부터 10월 16일까지 대한민국 충청남도에서 열렸다.
1979년 이후 21년만에 개최되었으며(충남, 대전 분리 후 처음 개최), 특수 시설종목의 분산개최로 절약체전을 지향하였다.

## 개요
- 대회명칭 : 제82회 전국체육대회
- 개최기간 : 2001년 10월 10일 ~ 2001년 10월 16일
- 개최지 : 충청남도 (주개최지 : 천안시)
- 구호 : 함께 가자 충남으로, 다시 뛰자 세계로
- 참가인원 : 21,990명
- 종별 : 일반부, 대학부, 고등부
- 마스코트 : 귀도리

## 종목

### 정식종목
| - 검도 - 골프 - 궁도 - 근대5종 - 농구 - 럭비 - 레슬링 - 배구 - 배드민턴 - 보디빌딩 | - 복싱 - 볼링 - 사격 - 사이클 - 세팍타크로 - 수영 (경영, 다이빙, 수구) - 수중 - 승마 - 씨름 - 야구 | - 양궁 - 역도 - 요트 - 우슈 - 유도 - 육상 - 인라인롤러 - 정구 - 조정 - 체조 | - 축구 - 카누 - 탁구 - 태권도 - 테니스 - 펜싱 - 하키 - 핸드볼 |

### 시범종목
- 소프트볼
- 트라이애슬론

## 종합순위
개최지
| 순위 | 지역       | 점수   | 금  | 은  | 동   | 합계 |
| 1    | 충청남도   | 68,996 | 84  | 87  | 104  | 275  |
| 2    | 서울특별시 | 66,959 | 123 | 92  | 92   | 307  |
| 3    | 경기도     | 64,899 | 102 | 81  | 127  | 310  |
| 4    | 전라북도   | 47,995 | 69  | 61  | 101  | 231  |
| 5    | 경상남도   | 39,660 | 46  | 60  | 69   | 175  |
| 6    | 부산광역시 | 39,111 | 39  | 65  | 77   | 181  |
| 7    | 대구광역시 | 36,275 | 50  | 39  | 49   | 138  |
| 8    | 인천광역시 | 36,237 | 42  | 45  | 87   | 174  |
| 9    | 강원도     | 35,947 | 44  | 47  | 86   | 177  |
| 10   | 전라남도   | 34,126 | 41  | 45  | 58   | 144  |
| 11   | 대전광역시 | 34,101 | 37  | 57  | 54   | 148  |
| 12   | 경상북도   | 33,147 | 29  | 36  | 63   | 128  |
| 13   | 충청북도   | 30,048 | 42  | 37  | 42   | 121  |
| 14   | 울산광역시 | 28,117 | 30  | 32  | 42   | 104  |
| 15   | 광주광역시 | 25,510 | 39  | 24  | 48   | 111  |
| 16   | 제주도     | 10,991 | 18  | 27  | 24   | 69   |
| 총계 | 총계       | 총계   | 835 | 835 | 1123 | 2793 |

### 최우수 선수상
최우수 선수상은 한국체육기자연맹 기자단의 투표로 결정된다.
- 최우수 선수상(MVP) : 이의수 (충청남도/육상(마라톤))